# Верхнеильинка
Верхнеильи́нка — деревня в Черлакском районе Омской области России. Входит в Иртышское сельское поселение.

## История
Посёлок Семипадный возник в начале XIX века. Точная дата основания неизвестна.
В 1889 году посёлок Семипадный был переименован в посёлок Ильинский. В конце XIX века относился к станице Черлаковской Сибирского казачьего войска. В начале XX века назывался посёлком Ильинка. Позднее приобрёл статус деревни и был переименован в Верхнеильинку.
В соответствии с Законом Омской области от 30 июля 2004 года № 548-ОЗ «О границах и статусе муниципальных образований Омской области» деревня вошла в состав образованного муниципального образования «Иртышское сельское поселение». 

## Население
| 2010 |
| ---- |
| 272  |

Население в 1926 году: 1146 человек
Гендерный состав
По данным Всероссийской переписи населения 2010 года в гендерной структуре населения из 272 человек мужчин — 124, женщин — 148	(45,6 и 54,4 % соответственно)
Национальный состав
Согласно результатам переписи 2002 года, в национальной структуре населения русские составляли 78 % от общей численности населения в 415 чел. .